# Port Vale Football Club

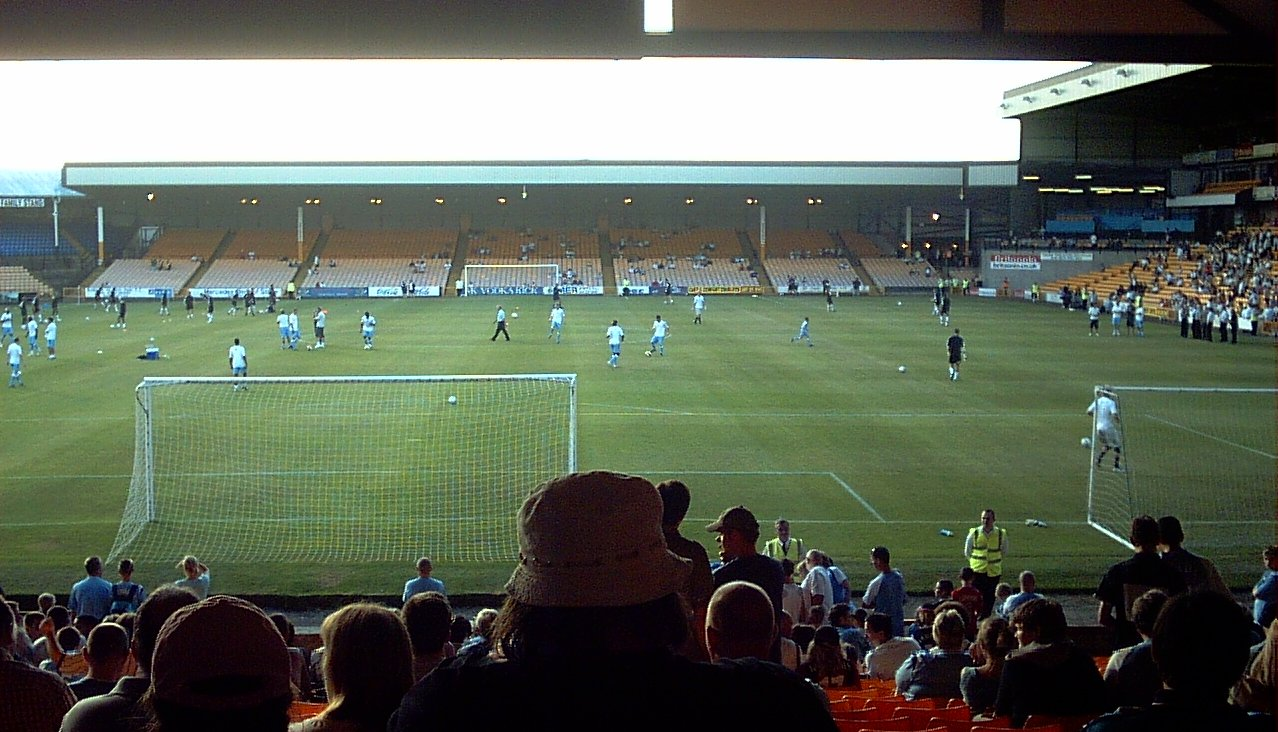
El Vale Park, sede del Port Vale desde 1950.

El Port Vale Football Club es un club de fútbol inglés de la ciudad de Burslem en Stoke-on-Trent. Fue fundado en 1876 y juega en la Football League One desde la temporada 2025/26. Su estadio es Vale Park, desde su apertura en 1950. En las afueras del recinto, se encuentra una estatua de Roy Sproson, quien jugó 842 partidos competitivos para el club entre 1949 y 1972. Su equipo rival tradicional es el Stoke City, y los partidos disputados entre ambos son conocidos como Potteries Derby.

## Historia
Para una descripción más detallada de la historia del club, véase Historia del Port Vale F.C. (Inglés)
Según la versión del propio club, el Port Vale F.C. es fundado en el año 1876 y adquiere su nombre de la Port Vale House, situada en un suburbio de Stoke-On-Trent, en la cual se lleva a cabo la reunión de fundación del club. En el año 1884, el equipo se mudó a la ciudad de Burslem y en el proceso se cambia el nombre del club a Burslem Port Vale. En 1892, el club es invitado a ser uno de los miembros fundacionales de la Football League Second Division y se mantienen en esa división durante 13 año no consecutivos, interrumpidos por 2 temporadas en la Midland League (1896-97 y 1897-98).
Debido a una crisis financiera, en el año 1907 el club original es liquidado, pero se termina refundando, después de que el equipo de futbol no profesional Cobridge Church adquiere el nombre original "Port Vale F.C." y lo reubica al estadio Old Recreation Ground, situado en la ciudad de Hansley, Stoke-On-Trent. Luego de algunos años progresando en ligas consiguen regresar a la Football League, en el año 1919.
En el año 1950, el club se muda al que es su actual estadio, Vale Park. Un año más tarde, llega al equipo el entrenador Freddie Steele, quien rápidamente se establece en el club e impone su táctica defensiva conocida como la "Cortina de Hierro". Para la temporada 1953-54, el equipo, bajo las órdenes de Steele y su táctica defensiva, logra ganar la Third Division North y consiguen un puesto de semifinalistas de la FA Cup.
La década de 1960 resultó ser complicada para el club, tanto deportivamente como económicamente. En el año 1968, son expulsados de la Fourth Division como castigo por parte de la Football Association, tras incumplir de las leyes de la asociación al realizar pagos ilegales a sus jugadores, aunque en la temporada siguiente son reelegidos por su accesible ubicación geográfica. El nuevo entrenador Gordon Lee logra ascenderlos a Third Division nuevamente y tras ese logro, el club atraviesa la siguiente década (1970) sin sobresaltos.
En diciembre del año 1983, John Rudge asume como nuevo entrenador del Port Vale y se mantiene en el puesto durante 16 años, siendo uno de los entrenadores más exitosos en la historia del club, asegurándole 3 ascensos (1985-86, 1988-89 y 1993-94) y un EFL Trophy (1993). La era de Rudge finaliza en el mes de enero del año 1999 y el club entra en decadencia y termina entrando en administración en 2003, tras una crisis económica, pero es salvado por un consorcio encabezado por aficionados del equipo. En el año 2012 el equipo entra nuevamente en administración y es comprado por Norman Smurthwaite. Aquel año, con Micky Adams como entrenador consiguen ascender y volver a League One.
Finalmente en la temporada 2016-17 el equipo vuelve a descender a League Two, división en la que se mantuvieron hasta la 2021/22. En dónde ascienden después de vencer 3-0 a Mansfield en la final de la eliminatoria el 28 de mayo de 2022.

## Identidad del Club
En el mes de noviembre del año 1920, Frank Huntbach, presidente del club por aquel entonces, inventa el apodo del equipo que hasta día de hoy se conserva, "The Valiants" (Los Valientes). En el año 1910, el Port Vale utilizó por primera vez su característica combinación de colores blanco y negro, que también perduró hasta la actualidad.
En sus inicios, el Port Vale uso el escudo de armas de Burslem como su emblema. En el año 1952, lo cambian por primera vez y es reemplazado por un logo basado en un nudo de Staffordshire (Un símbolo tradicional del condado de Staffordshire) con las letras "PVFC" (Port Vale Football Club) dentro del nudo. En 1956, cambia nuevamente el emblema y esta vez es reemplazado por un escudo basado en el antiguo escudo de armas de Burslem, pero adaptado a los distintivos colores blanco y negro del club. En 1978, se elimina el anterior escudo y es sustituido por las letras P.V.F.C. en negro, en la camiseta blanca del equipo. En el año 1982, el logo del equipo sufre otro cambio y es suplantado por un escudo  que había sido el ganador de una competición en la que participaban alumnos escolares por el mejor emblema para el equipo, este contenía el nudo de Staffordshire y un horno de botellas, que es característico del paisaje industrial de Stoke-On-Trent. En 1986, este escudo es rediseñado y se le agregan tonos azules y amarillos. Finalmente en el año 2013, el escudo actual es establecido, este emblema es una adaptación modernizada del antiguo escudo de 1956.

## Uniforme
- Uniforme titular: Camiseta Albinegra, pantalón Negra, medias Negras.
- Uniforme alternativo: Camiseta Azul, pantalón Azul, medias Azules.

## Datos del club
- Lleva Desde 1919 en la Football League(Futbol Profesional)
- Temporadas en Football League Championship: 25
- Temporadas en Football League One: 29
- Temporadas en Football League Two: 13
- Mayor goleada conseguida:
  - En campeonatos nacionales: 9-1 al Chesterfield FC el 24 de septiembre de 1932
- Mayor goleada encajada:
  - En campeonatos nacionales: 0-10 vs el Sheffield United el 10 de diciembre de 1892
- Más partidos disputados: 761 partidos Roy Sproson

Máximo goleador: Wilf Kirkham  164
Máximo goleador en una temporada: Wilf Kirkham. 33

## Rivalidades
El clásico rival del Port Vale es el Stoke City.
También mantiene una tensa rivalidad con el Crewe Alexandra, club de la ciudad vecina.

## Curiosidades
El cantante británico Robbie Williams es un reconocido fan del club.

### Plantel actual

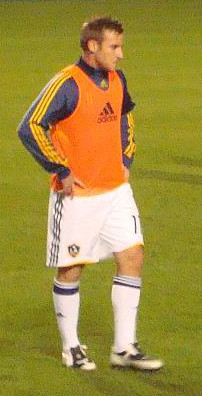
Chris Birchall jugó para en el mundial de Alemania 2006.

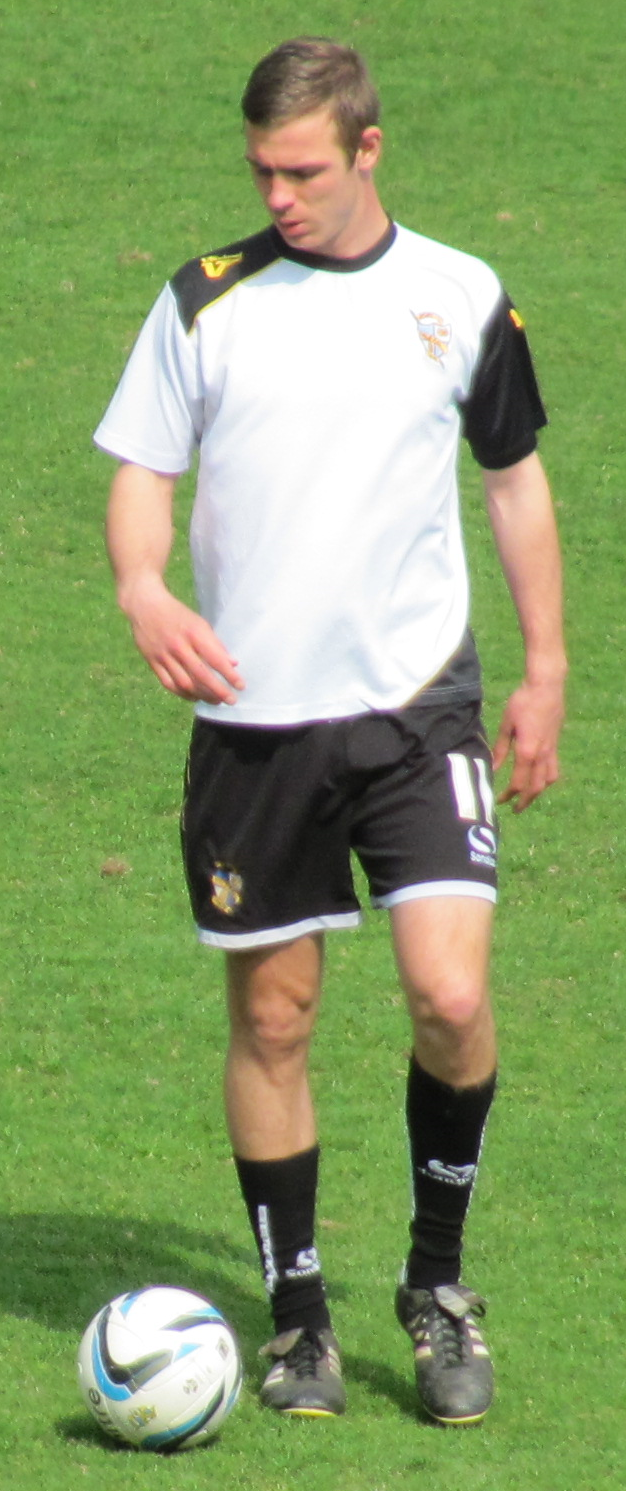
Tom Pope fue el jugador del año del Port Vale en 2013.

## Palmarés

### Torneos nacionales
- Football League One (2): 1930, 1954
- Football League Two (1): 1959
- Football League Trophy (2): 1993, 2001
- Staffordshire Senior Cup (2): 1920, 2001
- Birmingham Senior Cup (1): 1913